# Daniele Pontoni

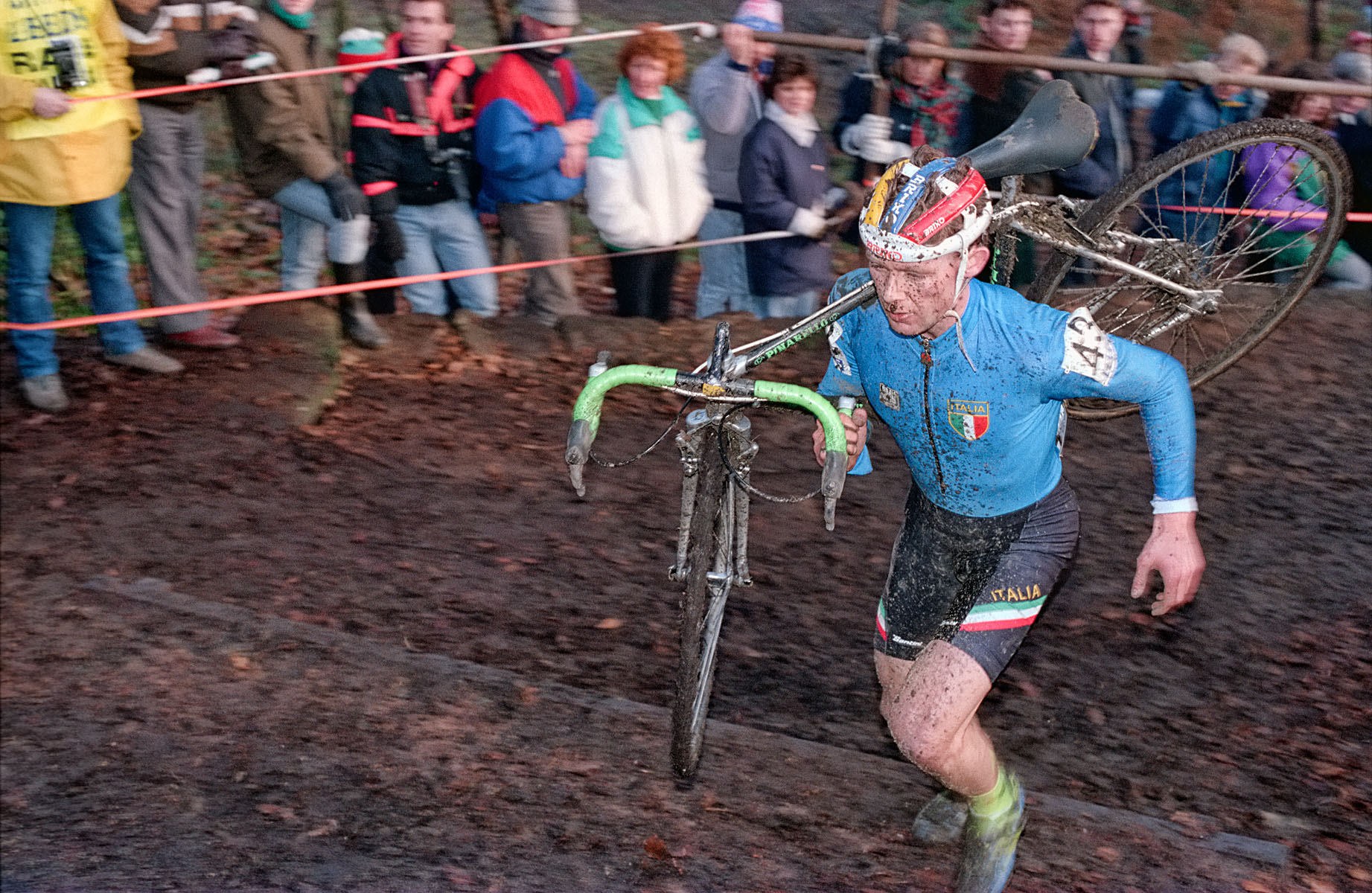
Daniele Pontoni 1992

Daniele Pontoni (* 8. September 1966 in Udine) ist ein ehemaliger italienischer Radrennfahrer und Weltmeister im Radsport.

## Sportliche Laufbahn
Pontoni war Spezialist im Querfeldeinrennen (heutige Bezeichnung Cyclocross). Er gewann die Goldmedaille bei den UCI-Cyclocross-Weltmeisterschaften 1992 bei den Amateuren und 1997 in der Eliteklasse. 1991 holte er die Bronzemedaille beim Sieg von Thomas Frischknecht.
Von 1994 (1994 und 1995 bei den Amateuren) bis 2004 gewann er die nationale Meisterschaft im Querfeldeinrennen. Pontoni war Teilnehmer der Olympischen Sommerspiele 1996 in Atlanta. Im Mountainbikewettbewerb wurde er beim Sieg von Bart Brentjens auf dem 5. Rang klassiert.
Die Rennserie Superprestige Cyclocross gewann Pontoni 1993 und 1994. In der folgenden Saison gewann er den UCI-Cyclocross-Weltcup. 2005 trat er vom Radsport zurück, nachdem er eine Rennserie in Japan gewonnen hatte.

## Berufliches
Im Juli 2021 wurde Pontoni Nationaltrainer der Querfeldein-Nationalmannschaft in Italien.